# Mangattidam
Mangattidam es una ciudad censal situada en el distrito de Kannur en el estado de Kerala (India). Su población es de 18627 habitantes (2011).

## Demografía
Según el censo de 2011 la población de Mangattidam era de 18627 habitantes, de los cuales 8805 eran hombres y 9822 eran mujeres. Mangattidam tiene una tasa media de alfabetización del 95,61%, superior a la media estatal del 94%: la alfabetización masculina es del 97,87%, y la alfabetización femenina del 93,60%.